# Pantalus

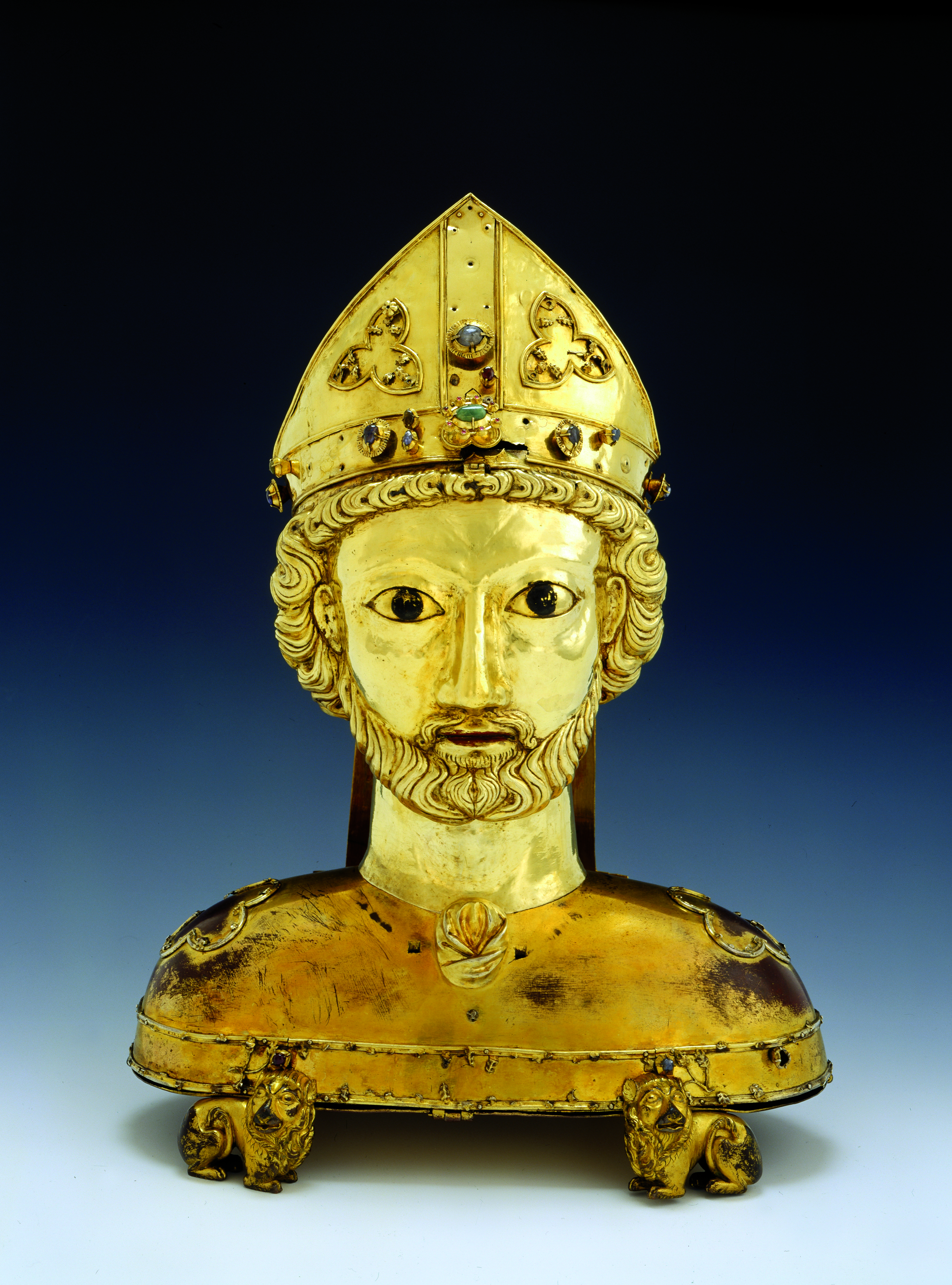
Büstenreliquiar des hl. Pantalus, aus dem Basler Münsterschatz, heute im Historischen Museum Basel

Pantalus († angeblich 304 oder um 452) war der legendäre erste Bischof von Basel, ein Märtyrer. Er lebte angeblich um 300 oder im 5. Jahrhundert. Er war einer der Patrone des Bistums Basel.
Pantalus wurde 1157 in Verbindung mit der heiligen Ursula gebracht, als man in Köln seine Totentafel mit einem Hinweis auf einen Märtyrertod fand. Der entstandenen Legende zufolge schloss er sich dem Zug der Ursula mit ihren Jungfrauen an, und auf der Rückreise von Rom nach Köln wurde er dort ebenfalls von den Hunnen getötet. Der Name ist vermutlich eine Verballhornung von Pantaleon, einem der Hauptheiligen von Köln. Pantaleon stammt aus dem Griechischen und bedeutet «ganz Löwe, Allerbarmer».
Er wird als Bischof mit Buch und Palme dargestellt.
Der katholische Gedenktag des Pantalus ist der 12. bzw. 13. Oktober.